# Pseudoneureclipsis uma
Pseudoneureclipsis uma är en nattsländeart som beskrevs av Malicky och Chantaramongkol 1993. Pseudoneureclipsis uma ingår i släktet Pseudoneureclipsis och familjen fångstnätnattsländor. Inga underarter finns listade i Catalogue of Life.